# 曼斯港 (北卡羅萊納州)
曼斯港（英語：Manns Harbor）是位於美國北卡羅萊納州戴爾縣的普查規定居民點。

## 人口
根據2020年美國人口普查的數據，曼斯港的面積為10.39平方千米，當中陸地面積為10.34平方千米，而水域面積為0.05平方千米。當地共有人口790人，而人口密度為每平方千米76.03人。